# Otto zur Strassen

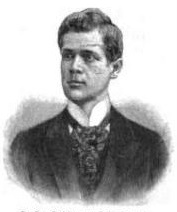
Otto zur Strassen (1898)

Otto Karl Ladislaus zur Strassen (* 9. Mai 1869 in Berlin; † 21. April 1961 in Oberstedten, Taunus) war ein deutscher Zoologe.

## Leben
Otto zur Strassen wurde 1869 als Sohn des Bildhauers Melchior zur Strassen in Berlin geboren. 1871 zog seine Familie nach Nürnberg und 1876 nach Leipzig. Er besuchte von 1877 bis 1887 die humanistische Thomasschule zu Leipzig.
Nach dem Abitur studierte er Naturwissenschaften, insbesondere Biologie, an der Universität Leipzig und Albert-Ludwigs-Universität Freiburg. Er war ab 1887 Mitglied der Turnerschaft (seit 1907 Burschenschaft) Normannia zu Leipzig. 1892 wurde er in Leipzig mit der Biologie-Dissertation Bradynema rigidum zum Dr. phil. promoviert. Von 1892 bis 1894 unternahm er Reisen nach Neapel zur Zoologischen Station und nach Russland. 1894 war er Einjährig-Freiwilliger in der Sächsischen Armee. 1896 habilitierte er sich in Zoologie mit der Arbeit Gestaltungsvorgänge an Ascaris und wurde Privatdozent für Spezielle Zoologie an der Universität Leipzig. Nachdem er 1898/99 an der Valdivia-Expedition zur Erforschung der Tiefsee teilgenommen hatte und 1899 nach Leipzig zurückgekehrt war, wurde er 1901 außerordentlicher Professor für Spezielle Zoologie an der Universität Leipzig. 1903 wurde er außerordentliches Mitglied der Sächsischen Akademie der Wissenschaften.
Von 1909 bis 1934 war er Direktor des Senckenbergmuseums (als Nachfolger des 1909 verstorbenen Fritz Römer) in Frankfurt am Main. Von 1914 bis 1937 war er erster ordentlicher Professor für Zoologie und vergleichende Anatomie sowie Direktor des Zoologischen Instituts an der neu gegründeten Universität Frankfurt. Seine Schwerpunkte waren Morphologie und Entwicklungsmechanik. 1922/23 war er Rektor der Universität. 1934 legte er nach Zwistigkeiten im Museum sein Amt als Museumsdirektor nieder. 1937 emeritierte er als Hochschullehrer. Er war ein beliebter Hochschullehrer – 1959 wurde er von den Studenten der Universität Frankfurt zum 90. Geburtstag mit einem Fackelzug geehrt. Im selben Jahr wurde er mit der Goethe-Plakette des Landes Hessen ausgezeichnet.
Zur Strassen trug den Titel eines Geheimen Regierungsrats.
Er war von 1911 bis 1918 Herausgeber der vierten völlig neu bearbeiteten Auflage von Brehms Tierleben (Nachschlagewerk).

## Familie
Otto zur Strassen war zweimal verheiratet und hatte sechs Kinder. Sein ältester Sohn aus zweiter Ehe war der Zoologe Richard zur Strassen (1926–2013), der zweitälteste Sohn Hermann zur Strassen (1927-2019) war Bildhauer.
Seine Schwester Else zur Strassen heiratete 1897 den Juristen und Chemiker Edmund Kloeppel.

## Schriften (Auswahl)
- Die Geschichte der T-Riesen von Ascaris megalocephala als Grundlage zu einer Entwicklungsmechanik dieser Spezies, Stuttgart 1906.
- Plastisch wirkende Augenflecke und die „Geschlechtliche Zuchtwahl“, Jena 1935.
- Neue Beiträge zur Entwicklungsmechanik der Nematoden, Stuttgart 1959.